# Phare de Bugio
Le phare de Bugio (ou Torre do Bugio) est un phare situé sur le Fort de São Lourenço do Bugio, qui se trouve dans la freguesia de Oeiras e São Julião da Barra de la municipalité de Oeiras, dans le district de Lisbonne (Région de Lisbonne-et-Val-de-Tage au Portugal).
Il est géré par l'autorité maritime nationale du Portugal à Oeiras (Grand Lisbonne). Il est l'un des plus anciens phares du Portugal.
Le Fort de São Lourenço do Bugio se trouve sur un îlot dans l'embouchure du fleuve Tage dans le port de Lisbonne. Il est classé comme Immeuble d'intérêt public.

## Histoire
Il est rapporté que, dès 1693, la forteresse possédait déjà un type de signal lumineux d'aide à la navigation. Une inspection du phare en 1751 indiquait que ce feu était alimenté à l'huile d'olive et fonctionnait d'octobre à mars. Ce phare primitif a été détruit lors du séisme de 1755 à Lisbonne.
Le marquis de Pombal ordonna en 1758 l'édification de six phares. Le fort de Bugio serait l'un des endroits choisis. Une tour de 16 mètres de haut et 3 mètres de diamètre a été construite pour abriter le nouveau phare. En 1798, il fut éclairé par une lampe de type Argand. En 1829 a été installé un nouveau mécanisme rotatif entraînant 16 lampes. En 1896, un appareil optique dioptrique de 3e ordre (lentille de Fresnel) avec une nouvelle alimentation en huile a été installé. Pendant la Première Guerre mondiale, le phare fut éteint. En 1923, il a reçu un autre nouveau dispositif optique de 3e ordre.
En 1933, après la Conférence de Balisage de Lisbonne interdisant les feux fixes, le phare émettant une lumière blanche fixe est passé à une lumière verte par éclat, une caractéristique que la phare a encore aujourd'hui. En 1946, l'alimentation est passée à la vapeur de pétrole avant d'être électrifié en 1959 avec des générateurs. En 1981, le phare a été automatisé et il est devenu inhabité de gardiens l'année suivante. En 1994, une lentille de Fresnel omnidirectionnelle de 300 mm fonctionnant à l'énergie solaire a remplacé le vieil équipement.
Comme le fort est situé sur un îlot très exposé à l'action de la mer, il a été nécessaire de procéder à sa maintenance et à sa consolidation à de nombreuses reprises. Il y a des travaux documentés en 1788, 1804, 1807, 1818, 1952, 1981 et le dernier réalisé en 2000 lorsque la tour du phare était menacée d'effondrement. Le phare émet un éclat vert d'une seconde toutes les 5 secondes visible jusqu'à 27 km. Il marque, avec le phare de São Julião, l'entrée du port de Lisbonne.
Identifiant : ARLHS : POR005 ; PT-210 - Amirauté : D2126 - NGA : 3404.
|                               |
| Fort de São Lourenço do Bugio |

|          |
| Le phare |

|         |
| La tour |

### Lien connexe
- Liste des phares du Portugal